# Victoria szövetségi állam közigazgatási egységei
|  |  |

| zászló | címer |

|  |

Victoria szövetségi állam 79 önkormányzattal rendelkező alapfokú közigazgatási területre (Local Government Areas, LGA) („község”) oszlik. Ezeket további típusokra osztják: városok (cities, 34), községek (shires, 38), vidéki városok (rural cities, 6) és körzetek (boroughs, 1). Irányító önkormányzati testületeiket tanácsoknak (council) nevezik.
A szövetségi állam székhelye és egyben legnépesebb városa Melbourne.
Az alábbi listában csillaggal jelzett községi („kistérségi”) önkormányzatok már megszűntek, összevonásra kerültek.

## Victoria szövetségi állam közigazgatási egységei

### Alpine kistérség települései
Alpine kistérség székhelye Bright.
- Beauty
- Myrtleford

Kettő darab úgy nevezett jogi személyiséggel nem rendelkező terület-(angolul: unincorporated area) található a kistérségen belül, ezek: Mount Hortham és Falls Creek.

### Araplies kistérség települései
Araplies kistérség Winnamera régióban fekszik.
- Natimuk, kistérségi székhely
- Clear Lake
- Connangorach
- Duchembegarra
- Grass Flat
- Jallumba
- Lower Norton
- Mitre
- Mockinya
- Mount Arapiles
- Noradjuha
- Nurrabiel
- Tooan

### Ararat kistérség települései
- Ararat, kistérségi székhely

### Avoca* kistérség települései
Avoca kistérség Gladstone és Kara Kara megyék területén fekszik. *Avoca kistérséget 1994. szeptember 23-án megszüntették és 
Lexton, valamint Ripon kistérségekkel összeolvadt Pyrenees kistérség néven.
- Avoca, korábbi kistérségi székhely
- Barkly
- Crowlands
- Frenchmans
- Glenlofty
- Homebush
- Lamplough
- Landsborough
- Moonambel
- Natte Yallock
- Navarre
- Percydale
- Rathscar
- Rathscar West
- Redbank
- Tanwood
- Warrenmang
- Wattle Creek

### Ballarat városa
- Ballarat

### Belfast kistérség települései
Belfast kistérség Viliers és Normanby megyék területén található.
- Codrington
- Crossley
- Killarney
- Kirkstall
- Rosebrook
- St Helens
- Toolong
- Tyrendarra
- Yambuk

### Benalla kistérség települései
Benalla kistérség székhelye Benalla.
- Churchill
- Dunlop
- Islands
- Lake Benalla
- Lake Mokoan
- Mt Samaria
- Winton

### Bet Bet kistérség települései
Bet Bet kistérség Gladstone megyében fekszik.
- Dunolly
- Archdale
- Arnold
- Bealiba
- Bet Bet
- Betley
- Bromley
- Dunluce
- Goldsborough
- Havelock
- Inkerman
- Llanelly
- Loliagul
- Mount Hooghly
- Timor West
- Tarnagulla kerület:
- Tarnagulla
- Murphys Creek
- Painswick
- Newbridge
- Waanyarra

### Birchip* kistérség települései
Birchip kistérség Borung, Tatchera, Kara Kara és Karkarooc megyék területén fekszik. *1995. január 20-a óta területe Kara Kara és Buloke kistérségek területét gyarapítja.
- Wycheproof, kistérségi székhely
- Banyan
- Berriwillock
- Boigbeat
- Bunguluke
- Carapugna
- Culgoa
- Dumosa
- Fairview
- Glenloth
- Kalpienung
- Nandaly
- Narraport
- Ninda
- Nullawil
- Nyarrin
- Pier Millan
- Sea Lake
- Thalia
- Towaninne
- Tyrrell Creek
- Warne
- Willangie
- Winston

### Buloke kistérség települései
- Birchip
- Charlton
- Donald
- Sea Lake
- Wycheproof, kistérségi székhely

### Campaspe kistérség települései
- Echuca, kistérségi székhely
- Girgarre
- Kyabram
- Rochester
- Rushworth
- Tongala

### Central Goldfields kistérség települései
- Dunnolly
- Maryborough, kistérségi székhely

### Charlton* kistérség települései
Charlton kistérség Gladstone, Kara Kara és Tatchera megyékben helyezkedik el. *1995. január 20-a óta területe Kara Kara és Buloke kistérségekhez tartozik.
- Charlton korábbi kistérségi székhely
- Barrakee
- Buckrabanyule
- Coonooer Bridge
- Dooboobetic
- Glenloth
- Narrewillock
- Teddywaddy
- Terrappee
- Wooroonook
- Yawong
- Yeungroon

### Chiltern* kistérség települései
Chiltern kistérség Bogong megyében fekszik. *Chiltern kistérség jelenleg Indigo kistérség részét képezi.
- Barnawartha
- Barnawartha North
- Chiltern, kistérségi székhely
- Chiltern Valley
- Indigo Valley

### Cobram kistérség települései
Cobram kistérség Moira megyében fekszik.
- Cobram, kistérségi székhely
- Katamatite
- Koonoomoo
- Muckatah
- Yarroweyah

### Cohuna* kistérség települései
Cohuna kistérség Gunbower megyében található. *1995. január 20-a óta területe Gannawarra kistérség részét képezi.
- Cohuna, korábbi kistérségi székhely
- Gannawarra
- Gunbower
- Leitchville
- Mead
- McMillans

### Colac Otway kistérség települései
Colac Otway kistérség székhelye Colac.
- Heytesbury
- Otway

### Corangamite kistérség települései
Corangamite kistérség székhelye Camperdown.
- Cobden
- Port Campbell
- Skipton
- Terang
- Timboon

### Deakin kistérség települései
Deakin kistérség Rodney megyében fekszik.
- Tongala, kistérségi székhely
- Girgarre
- Kanyapella
- Ky Valley
- Mount Scobie
- Strathallan
- Timmering
- Wyuna

### Dimboola kistérség települései
Dimboola kistérség Wimmera régióban fekszik.
- Dimboola, kistérségi székhely
- Antwerp
- Arkona
- Dalmalee
- Ellam
- Gerang
- Jeparit
- Kenmare
- Kiata
- Lake Albacutya
- Lake Hindmarsh
- Little Desert NP
- Katyil
- Pella
- Peppers Plains
- Pullut
- Rainbow
- Tarranyurk
- Werrap

### Donald* kistérség települései
Donald kistérség Borung és Kara Kara megyék területén található. *1995. január 20-a óta Kara Kara és Buloke kistérségek része.
- Donald, korábbi kistérségi székhely
- Banyenong
- Buloke
- Carron
- Chirrup
- Corack
- Corack East
- Laen East
- Laen North
- Lake Buloke
- Litchfield
- Massey
- Mount Jeffcott
- Watchem

### Dundas kistérség települései
Dundas kistérség területe 3 megyébe is átnyúlik: Dundas, Normanby, Villiers.
- Hamilton, kistérségi székhely
- Bochara
- Buckley Swamp
- Bulart
- Byaduk
- Cavendish
- Gatum
- Gazette
- Glenisla
- Karabeal
- Mirranatwa
- Mooralla
- Moutajup
- Strathkellar
- Tarrington
- Urangara
- Victoria Valley
- Wannon
- Warrabkook
- Warrayure
- Yatchaw
- Yulecart

### Dunmunkle* kistérség települései
Dunmunkle kistérség Borung és Kara Kara megyék területén talélható. *Ez a területi megosztottság 1995. január 20-a óta áll fenn, mikor is megszüntték Dunmunkle kistérséget és Yarriambiack, valamint Northern Grampians kistérségekhez csatolták területeit.
- Rupanyup, korábbi kistérségi székhely
- Ashens
- Avon Plains
- Banyena
- Burrereo
- Burrum
- Coromby
- Jackson
- Kewell
- Laen
- Lallat
- Lubeck
- Minyip
- Murtoa
- Nullan
- Raluana
- Rupanyup South
- Wirchilleba

### East Gippsland kistérség települései
East Gippsland kistérség Gippsland régióban fekszik.
- Bairnsdale, kistérségi székhely
- Benambra
- Bruthen
- Buchan
- Ensay
- Lakes Entrance
- Mallacoota
- Metung
- Omeo
- Orbost
- Paynesville
- Swan Reach
- Swifts Creek

### East London kistérség települései
East London kistérség Bendigo megyében található, Victoria állam északi részén.
- Serpentine, kistérségi székhely
- Bear's Lagoon
- Calivil
- Dingee
- Jarklin

```
Kamarooka
```

- Mitiamo
- Pompapiel
- Prairie
- Tandarra
- Yallook

### Echuca városa
Echuca városa Gunbower és Rodney megyékben fekszik.
- Echuca

### Gannawarra kistérség települései
Gannawarra kistérség North West Victoria régióban fekszik.
- Cohuna
- Kerang
- Quambatook

### Glenelg kistérség települései
Glenelg kistérség székhelye Portland.
- Casterton
- Dartmoor
- Heywood
- Merino
- Narrawong
- Chetwynd
- Dergholm
- Henty
- Paschendale
- Poolaijelo
- Sandford
- Strathdownie
- Wando Vale

### Golden Plains kistérség települései
Golden Plains kistérség székhelye Bannockburn.
- Berringha
- Gheringhap
- Linton
- Meredith

### Gordon* kistérség települései
Gordon kistérség Gunbower, Gladstone és Tatchera megyékben helyezkedik el. *1995. január 20-a óta területe Marong és Loddon kistérségekhez tartozik.
- Boort, korábbi kistérségi székhely
- Appin South
- Bald Rock
- Barraport
- Canary Island
- Catumnal
- Durham Ox
- Gladfield
- Kow Swamp
- Lake Marmal
- Leaghur
- Loddon Vale
- Mincha
- Minmindie
- Mologa
- Pyramid Hill
- Sylvaterre
- Terrick Terrick
- Yando
- Yarrawalla

### Greater Bendigo városa
- Greater Bendigo, kistérségi székhely.

A *-gal jelölt települések egyben kistérséget is alkottak egészen 1994-ig, amikor is beolvadtak Greater Bendigo városának vozáskörzetébe.
- Eaglehawk
- Huntley
- Marong*
- Mclavor
- Strathfieldsaye*
- Bendigo
- Quarry Hill
- Golden Square
- Kangaroo Flat
- Eaglehawk
- Epsom
- White Hills
- Marong
- Lockwood
- Lockwood South
- Ravenswood
- Sebastian
- Elmore
- Heathcote
- Maiden Gully
- Spring Gully
- Strathfieldsaye
- Lake Eppalock
- Axedale
- Goornong
- Raywood
- Huntly

### Greater Geelong városa
- Greater Geelong város

### Greater Shepparton városa
Greater Shepparton városának közigazgatási területén fekvő további települések a következők:
- Shepparton
- Mooroopna
- Tatura

### Hampden kistérség települései
Hampden kistérség Grenville és Hampden megyék területén található.
A kistérség székhelye Camperdown.
- Berrybank
- Bookaar
- Boorcan
- Bradvale
- Chocolyn
- Derrinallum
- Duverney
- Foxhow
- Glenormiston
- Gnotuk
- Kariah
- Leslie Manor
- Lismore
- Mingay
- Mount Bute
- Naroghid
- Noorat
- Skipton
- Terang
- Vite Vite
- Weerite

### Hepburn kistérség települései
Hepburn kistérség székhelye Daylesford.
- Clunes
- Creswick
- Hepburn Springs
- Trentham

### Heywood kistérség települései
- Heywood
- Allestree
- Bolwarra
- Branxholme
- Cape Bridgewater
- Cape Nelson
- Cashmore
- Dartmoor
- Drumborg
- Gorae West
- Greenwald
- Heathmere
- Homerton
- Hotspur
- Kentbrook
- Lake Condah
- Lower Glenelg
- Milltown
- Mount Richmond
- Mumbannar
- Narrawong
- Nelson
- Tarragal
- Trewalla
- Tyrendarra
- Wade Junction

### Hindmarsh kistérség települései
Hindmarsh kistérség székhelye Nhill.

### Horsham városa
- Horsham

### Huntley kistérség települései
Huntley kistérség Bendigo megyében található.
- Ascot
- Avonmore
- Bagshot
- Bagshot North
- Barnadown
- Diggora West
- Drummartin
- Elmore
- Epsom
- Fosterville
- Goornong
- Hunter
- Huntly, kistérségi székhely
- Kamarooka
- Kamarooka State Park
- May Reef
- Minto
- Warragamba

### Indigo kistérség települései
Indigo kistérség székhelye Beechworth.
- Chiltern
- Rutherglen

### Kaniva kistérség települései
Kaniva kistérség Wimmera régióban fekszik.
- Kaniva, kistérségi székhely
- Dinyarrak
- Lawloit
- Leeor
- Lillimur
- Miram
- Sandsmere
- Serviceton
- Telopea Downs
- Yanipy
- Yarrock
- Yearinga

### Kara Kara kistérség települései
- Avon Plains
- Beazleys Bridge
- Carapooee
- Coonooer West
- Cope Cope
- Emu
- Gooroc
- Gowar East
- Gre Gre
- Kooreh
- Moolerr
- Paradise
- Rostron
- Slaty Creek
- Stuart Mill
- St Arnaud, kistérségi székhely
- St Arnaud North
- Sutherland
- Swanwater
- Tottington
- Traynors Lagoon
- Winjallok

### Karkarooc* kistérség települései
Karkarooc kistérség Karkarooc megyében található. *1995. január 20-a óta területe Wimmera és Yarriambiack kistérségek területét alkotja.
- Beulah
- Galaquil
- Gama
- Goyura
- Hopetoun, korábbi kistérségi székhely
- Lascelles
- Patchewollock
- Rosebery
- Speed
- Tempty
- Turriff
- Wathe
- Woomelang
- Wyperfeld
- Yaapeet
- Yarto

### Kerang* kistérség települései
Kerang kistérség Gunbower és Tatchera megyék területén található. *1995. január 20-a óta területe Swan Hill és Gannawarra kistérségekhez tartozik.
- Kerang, korábbi kistérségi székhely
- Appin
- Appin South
- Koondrook
- Lake Charm
- Lake Meran
- Lalbert
- Macorna
- Murrabit
- Quambatook
- Tittybong
- Towaninny
- Tragowel
- Tresco

### Korong* kistérség települései
Korong kistérség Gladstone megyében helyezkedik el. *1995. január 20-a óta területe Marong és Loddong kistérségekhez tartozik.
- Borung
- Fernihurst
- Glenalbyn
- Inglewood
- Kingower
- Korong Vale
- Rheola
- Wedderburn, korábbi kistérségi székhely
- Wychitella

### Kowree kistérség települései
Kowree kistérség Lowan megyében fekszik.
- Edenhope, kistérségi székhely
- Apsley
- Bringalbert
- Douglas
- Goroke
- Gymbowen
- Harrow
- Minimay
- Rocklands
- Toolondo
- Wombelano

### Loddon kistérség települései
- Boort
- Inglewood
- Pyramid Hill
- Wedderburn

### Lowan kistérség települései
Lowan kistérség Wimmera régióban fekszik.
- Nhill, kistérségi székhely
- Yannac
- Baker
- Balrootan North
- Boyeo
- Broughton
- Kinimakatka
- Netherby
- Propodollah
- Tarraginnie
- Waggon Flat
- Winiam

### Macedon Ranges kistérség települései
Macedon Ranges kistérség Regional Victoria NW of Melbourne régióban fekszik.
- Gisborne
- Kyneton, kistérségi székhely
- Lancefield
- Macedon
- Malmsbury
- Mount Macedon
- Riddells Creek
- New Gisborne
- Romsey
- Woodend

### Maldon kistérség települései
Maldon kistérség Talbot megyében fekszik.
- Maldon, kistérségi székhely
- Baringhup
- Cair Curran
- Gowa
- Muckleford
- Neereman
- Nuggetty
- Porcupine Flat
- Tarrengower
- Walmer
- Woodbrook

### Mansfield kistérség települései
Mansfield kistérség székhelye Mansfield.
- Bonnie Doon
- Jamieson
- Kevington
- Merriijg
- Mount Buller
- Woods Point

### Marong kistérség települései
Marong kistérség Bendigo megyében fekszik.
- Big Hill
- Bridgewater On Loddon
- Campbell's Forest
- Crusoe Gully
- Derby
- Eastville
- Kangaroo Flat
- Laanecoorie
- Leichhardt
- Lockwood
- Maiden Gully
- Marong, kistérségi székhely
- Myer's Flat
- Newbridge
- Ravenswood
- Raywood
- Sebastian
- Shelbourne

### Mildura kistérség települései
- Birdwoodton
- Cabarita
- Cardross
- Carwarp
- Colignan
- Hattah-Kulkyne National Park
- Irymple, kistérségi székhely
- Karawinna
- Koorlong
- Lake Cullulleraine
- Merbein
- Merbein South
- Merbein West
- Murray-Sunset National Park
- Meringur
- Nangiloc
- Red Cliffs
- Redgrove
- Sunny Cliffs
- Werrimull

### Minhamite kistérség települései
Minhamite kistérség Normanby és Villiers megyék területén fekszik.
- Minhamite, kistérségi székhely
- Bessiebelle
- Broadwater
- Hawkesdale
- Knebsworth
- Macarthur
- Orford
- St Helens
- Tarrone
- Warrong
- Willatook

### Mitchell kistérség települései
Mitchell kistérség székhelye Broadford.
- Killmore
- Pyalong
- Seymour
- Tallarook
- Wallan

### Moira kistérség települései
Moira kistérség Murray Goulburn régióban fekszik.
- Cobram, kistérségi székhely
- Numurkah
- Yarrawonga

### Moorabool kistérség települései
Moorabool kistérség székhelye Ballan.
- Bacchus Marsh
- Balliang
- Blackwood
- Bungaree
- Elanie
- Gordon
- Greendale
- Koorweinguboora
- Mount Egerton
- Mount Wallace
- Myrniong
- Wallace

### Mortlake kistérség települései
Mortlake kistérség Hampden és Villiers megyék területén található.
- Mortlake, kistérségi székhely
- Ballangeich
- Darilngton
- Dundonnell
- Ellerslie
- Hexham
- Kolora
- The Sisters
- Woorndoo

### Mount Alexander kistérség települései
Mount Alexander kistérség székhelye Castlemaine.
- Campbells Creek
- Fryerstown
- Vaughan

### Mount Rose kistérség települései
Mount Rose kistérség Villiers megyében található.
- Chatsworth
- Dunkeld
- Glenthompson
- Penshurst, kistérségi székhely
- Tabor

### Moyne kistérség települései
- Port Fairy, kistérségi székhely
- Caramut
- Ellerslie
- Framlingham
- Garvoc
- Hawkesdale
- Kirkstall
- Koroit
- Mailors Flat
- Mortlake
- Macarthur
- Panmure
- Peterborough
- Wangoom
- Woolsthorpe

### Nathalia kistérség települései
Nathalia kistérség Moira megyében fekszik.
- Nathalia, kistérségi székhely
- Barmah
- Kaarimba
- Kotupna
- Picola
- Waaia
- Yalca
- Yielima

### Northern Grampians kistérség települései
Northern Grampians kistérség Grampians régióban fekszik.
- Great Western
- Glenorchy
- Halls Gap
- Marnoo
- Navarre
- St Arnaud
- Stawell, kistérségi székhely
- Stuart Mill

### Numurkah kistérség települései
Numurkah kistérség Moira megyében fekszik.
- Numurkah, kistérségi székhely
- Drumanure
- Katunga (split with Shire of Nathalia)
- Mundoona
- Mywee
- Strathmerton
- Ulupna
- Wunghnu

### Portland városa
Portland városa Normanby megyében található.
- Portland
- Portland North
- Portland West

### Pyrenees kistérség települései
- Avoca, kistérségi székhely
- Beaufort

### Ripon* kistérség települései
Ripon kistérség Grenville és Ripon megyék területén fekszik. *Ripon kistérséget 1994. szeptember 23-án megszüntették és összeolvadt Lexton és Avoca kistérségekkel Pyrenees kistérség néven.
- Beaufort, kistérségi székhely
- Raglan
- Trawalla
- Snake Valley
- Brewster
- Stockyard Hill
- Waterloo
- Chute
- Middle Creek
- Camp Hill
- Mount Emu

### Rochester kistérség települései
Rochester kistérség Bendigo, Gunbower, Rodney megyék területén fekszik.
- Rochester

### Rutherglen* kistérség települései
Rutherglen kistérség Bogong megyében fekszik. *Rutherglen kistérség jelenleg Indigo kistérség részét képezi.
- Rutherglen, kistérségi székhely
- Wahgunyah (opposite Corowa, New South Wales
- Browns Plains
- Cornishtown
- Gooramadda
- Great Northern
- Lilliput
- Prentice North

### South Grampians kistérség települései
South Grampians kistérség székhelye Hamilton.
- Coleraine
- Dunkeld
- Penhurst

### Stewell* kistérség települései
- Armstrong
- Bellfield
- Callawadda
- Campbells Bridge
- Deep Lead
- Concongella
- Glenorchy
- Great Western
- Greens Creek
- Halls Gap
- Illawarra
- Kanya
- Lake Fyans
- Landsborough
- Ledcourt
- Marnoo
- Wallaloo

### Strathbogie kistérség települései
Strathbogie kistérség székhelye Euroa.
- Avenel
- Euroa
- Longwood
- Nagambie
- Strathbogie
- Violet Town

### Strathfieldsaye kistérség települései
Strathfieldsaye kistérség Bendigo megyében fekszik.
- Axedale
- Bendigo East
- Diamond Hill
- Emu Creek
- Lake Eppalock
- Junortoun
- Kangaroo Flat
- Kennington, kistérségi székhely
- Longlea
- Mandurang
- Mandurang South
- Mosquito Creek
- Myrtle Creek
- Sedgwick
- Spring Gully
- Strathfieldsaye

### Surf Coast kistérség települései
Surf Coast kistérség székhelye Torquay.
- Aireys Inlet
- Anglesea
- Lorne
- Moriac
- Wynchelsea

### Swan Hill kistérség települései
- Lake Boga
- Manangatang
- Nyah
- Nyah West
- Piangil
- Robinvale
- Ultima
- Woorinen South

### Towong kistérség települései
- Corryong
- Tallangatta, kistérségi székhely

### Tullaroop kistérség települései
Tullaroop kistérség Talbot és Gladstone megyék területén fekszik.
- Adelaide Lead
- Alma
- Bowenvale
- Carisbrook
- Craigie
- Eddington
- Havelock
- Majorca
- Moores Flat
- Moolort
- Moonlight Flat
- Modborough
- Simson
- Wareek

### Tungamah kistérség települései
Tungamah kistérség Moira megyében fekszik.
- Tungamah, kistérségi székhely
- Almonds
- Boosey
- Boweya North
- Invergordon
- Katandra
- Lake Rowan
- Marunga
- Pelluebla
- St James
- Telford
- Waggarandall
- Youanmite
- Youarang
- Yundool

### Walpeup kistérség települései
- Big Desert Wilderness Park
- Cowangie
- Kattyoong
- Kiamal
- Koonda
- Kulwin
- Mittyack
- Murrayville
- Murray-Sunset National Park (split with Shire of Mildura)
- Ngallo
- Ouyen, kistérségi székhely
- Panitya
- Tiega
- Underbool
- Walpeup
- Wyperfeld National Park (split with Shire of Dimboola)

### Wangaratta kistérség települései
- Wangaratta

### Wannon kistérség települései
Wannon kistérség Dundas megyében fekszik.
- Coleraine, kistérségi székhely
- Balmoral
- Carapook
- Englefield
- Gringegalgona
- Hilgay
- Konongwootong
- Melville Forest
- Moree
- Muntham
- Nareen
- Parkwood
- Pigeon Ponds
- Tarrenlea
- Tarrayoukyan
- Vasey
- Wootong Vale

### Waranga kistérség települései
Waranga kistérség Rodney megyében fekszik.
- Colbinabbin
- Corop
- Mathiesons
- Murchison
- Rushworth, kistérségi székhely
- Toolleen
- Whroo

### Warracknabeal* kistérség települései
Warracknabeal kistérség Borung megyében található. *1995. január 20-a óta Wimmera és Yarriambiack kistérségek része.
- Warracknabeal, korábbi kistérségi székhely
- Angip
- Areegra
- Aubrey
- Bangerang
- Batchica
- Beyal
- Boolite
- Brim
- Cannum
- Challambra
- Crymelon
- Homecroft
- Kellalac
- Lah
- Mellis
- Nyamville
- Sheep Hills
- Wilkur South
- Willenabrina
- Yellangip East

### Warrnambool városa
- Warrnambool

### Wellington kistérség települései
Wellington kistérség Gippsland régióban fekszik.
- Coongulla
- Heyfield
- Maffra
- Newry
- Rosedale
- Sale, kistérségi székhely
- Stratford
- Tinamba
- Yarram

### West Wimmera kistérség települései
West Wimmera kistérség székhelye Edenhope.

### Wodonga városa
Wodonga városa Northeast Victoria régióban fekszik. A kistérségnek Wodonga város a székhelye.
A város közigazgatási területén található egyéb települések a következők:
- Bandiana
- Baranduda
- Barnawartha North
- Bonegilla
- Castle Creek
- Ebden
- Gateway Island
- Huon Creek
- Killara
- Leneva
- Staghorn Flat (shared with Indigo Shire)

### Wycheproof* kistérség települései
Wycheproof kistérség területe Borung, Tacheera, Karkarooc és Kara Kara megyékhez tartozik. *1995. január 20-a óta területe Kara Kara és Buloke kistérségek területéhez tartozik.
- Wycheproof, korábbi kistérségi székhely
- Banyan
- Berriwillock
- Boigbeat
- Bunguluke
- Carapugna
- Culgoa
- Dumosa
- Fairview
- Glenloth
- Kalpienung
- Nandaly
- Narraport
- Ninda
- Nullawil
- Nyarrin
- Pier Millan
- Sea Lake
- Thalia
- Towaninne
- Tyrrell Creek
- Warne
- Willangie
- Winston

### Wyndham városa
- Wyndham

Külvárosok:
- Cocoroc
- Eynesbury (shared with Shire of Melton)
- Hoppers Crossing
- Laverton (shared with City of Hobsons Bay)
- Laverton North
- Little River (shared with City of Greater Geelong)
- Mambourin
- Mount Cottrell (shared with Shire of Melton)
- Point Cook
- Tarneit
- Quandong
- Truganina (shared with Shire of Melton)
- Werribee
- Werribee South
- Williams Landing
- Wyndham Vale

### Yarriambiack kistérség települései
Yarriambiack kistérség székhelye Warracknabeal.
- Hopetoun
- Murtoa

### Yarrawonga kistérség települései
Yarrawonga kistérség Moira megyében fekszik.
- Yarrawonga, kistérségi székhely
- Bathumi
- Boomahnoomoonah
- Bundalong
- Burramine
- Peechelba
- Wilby